# Tôm hùm lông đỏ
Tôm hùm lông đỏ (Danh pháp khoa học: Palinurellus gundlachi) là một loại tôm hùm lông trong họ Palinuridae.

## Phân bố
Chúng phân bố ở vùng Ấn Độ - Tây Thái Bình Dương trong khu vực thuộc Biến Đỏ Hồng Hải và Đông Phi đến Đông Nam á, nam Nhật Bản, Polynexia. Ở Việt Nam, chúng có mặt tại Phú Yên, Khánh Hòa.Chúng là một trong những loài đặc trưng của vùng biển nhiệt đới, thường sống trong hang hốc các rạn san hô, nơi có độ sâu từ 9 – 27m, hoạt động mạnh về ban đêm.

## Đặc điểm
Đây là một loài tôm cỡ vừa, cơ thể lớn nhất khoảng 20 cm, trung bình 10 – 14 cm. Vỏ chúng nhám màu đỏ gạch đậm tươi mang những chụm lông cứng màu nâu đỏ. Chủy đầu hình tam giác, hai cạnh bên dạng răng cưa hoặc gai, giữa chủy có hàng gai nhỏ; mắt và cuống mắt nhỏ nằm sâu trong hốc mắt và không có gai trên mắt; vỏ lưng các đốt bụng không có rãnh ngang nhưng có gờ rất rõ.
Các râu rất ngắn, sợi ngọn râu thứ hai dạng roi, cứng không uốn cong được, ngắn hơn chiều dài vỏ đầu ngực; vỏ đầu ngực dạng bầu dục có chiều dài gấp 2 lần chiều rộng nơi rộng nhất và dài bằng hoặc gần bằng chiều dài các đốt bụng, rãnh cổ mờ, không có gai lồi và sừng trán, cạnh bên không có gai